# La infanticida
La infanticida és una obra teatral escrita per Caterina Albert l'any 1898. Es tracta d'un monòleg interior en vers que té com a protagonista i com a únic personatge la Nela, una dona que ha estat enviada a un psiquiàtric després de matar la seva filla, acabada de néixer. Amb aquesta obra, presentada als Jocs Florals d'Olot, en què resultà premiada, Caterina Albert es dona a conèixer com a escriptora.

## Argument
La infanticida explica la vida de Nela, una noia que viu al camp en un molí amb el seu pare i el seu germà. Un bon dia coneix Reiner, un home del qual s'enamora bojament i creu que l'ajudarà a sortir de l'opressió patriarcal del molí. Comencen una relació amorosa d'amagades i, després d'una de les seves trobades, ella queda embarassada. En descobrir-ho, Reiner l'abandona i la deixa a la seva sort. Nela, amb el temor del rebuig del seu pare i de la societat si es descobreix el que ha fet, intenta avortar, però sense èxit. Aleshores, procura amagar l'embaràs i la seva criatura quan la té. Un dia, però, el pare arriba inesperadament a casa i Nela no aconsegueix calmar el bebè, que està plorant. Desesperada per salvar la situació i a si mateixa, decideix llençar el nadó a la mola del molí per matar-lo. Quan finalment es descobreix l'infanticidi, Nela és enviada al manicomi. Tota aquesta història és narrada des del centre psiquiàtric, utilitzant el recurs del flash-back.

### Extrema violència en el relat
Aquesta obra, igual que Drames rurals (1902) i Solitud (1906), està carregada d'episodis molt dramàtics i violents. Això es pot veure en nombroses escenes, com ara l'intent d'avortament, l'assassinat del fill o bé l'escolta del crec-crec-crec que feien els ossos del nadó quan moria a la mola del molí. Aquesta temàtica serà una de les més comunes en l'obra de Caterina Albert.

### Simbolisme
Al llarg de La infanticida es pot apreciar l'ús reiterat, acumulatiu, d'imatges que apareixen com a fantasmes interiors. D'aquests, en podem destacar la falç, que la protagonista té interioritzada i que apareix contínuament. Perquè darrere la falç hi ha el pare, i darrere el pare, tota la societat, amb les seves pretensions morals.

### Acotacions
L'autora vol deixar molt clar, des de les primeres acotacions, que tots els moviments de la protagonista, les seves reflexions, la seva actitud... són les d'una persona que ha perdut el seny. Tot i això, i malgrat l'extrema violència del relat, també insisteix que “Nela no és un ésser pervers […] obrà, no per sa lliure voluntat, sinó empesa per les circumstàncies”.

## L'obra als Jocs Florals
La infanticida va ser nomenada guanyadora dels Jocs Florals d'Olot el 1898. Tot i això, abans de donar el premi a Albert, el jurat (compost per escriptors com Francesc Matheu i Josep Berga i Boada) va decidir reclamar la seva presència per tal de proposar-li alguns retocs amb vista a la lectura o representació pública. De fet, Boada va afirmar que l'obra necessitava modificacions “necessàries i vertaderament imprescindibles, no sols per no atacar la moral, sinó el bon gust”. Ella, però, no va presentar-s'hi “ni per la festa, ni abans, ni després, deixant que per allí s'ho arrangessin tot com mellor els semblés i fessin el que volguessin amb l'obra discutida”. I, efectivament, s'hi van fer alguns canvis, segons es diu, per part de Matheu. L'escàndol va arribar quan el jurat va descobrir que l'autora era una dona. Aleshores, i per qüestions socials de l'època, finalment es va decidir que no es concediria el premi a Caterina Albert. El resultat va ser la decisió de l'autora de “no donar, emparat pel mateix nom, mai res més al públic”. I així ho va fer: les obres posteriors ja van ser signades sota el pseudònim de Víctor Català.

### L'estrena, 70 anys després
Val a dir que, després de l'escàndol, l'obra no va ser estrenada, ni en la versió original, ni en la versió amputada pel jurat. Va haver d'esperar fins al 14 de març de 1967, data en què es posà en escena al Palau de la Música Catalana, per iniciativa de Josep Miracle i dirigida per Màrius Cabré, un any després de la mort de l'autora.
Posteriorment s'ha representat en diverses ocasionsː al Teatre Romea de Barcelona, interpretada per Emma Vilarasau i dirigida per Josep Maria Mestres (1993), a la Sala La Planeta de Girona, en una interpretació de Sílvia Escuder i direcció de Pep Massanet (1997). Més endavant es va poder veure en una adaptació musical al TNC, una òpera electrònica de Clara Peya, dirigida per Marc Alegret (2021), i també en una lectura dramatitzada que explora el vessant de la salut mental, amb les poetes Maria Callís i Blanca Llum Vidal, dirigit per Rosa Vilanova, al Teatre Principal d’Olot (2021), el lloc on s'originà el rebombori i on nasqué el pseudònim de Caterina Albert.